# Sites mégalithiques de Saône-et-Loire
Cet article présente la liste des sites mégalithiques de Saône-et-Loire, en France.
| \| Mâcon Autun Chalon-sur-Saône Charolles Louhans \| Répartition géographique des sites. · : dolmen - : menhir - : autre site mégalithique |
| Mâcon Autun Chalon-sur-Saône Charolles Louhans                                                                                             |

## Inventaire non exhaustif
| Monument                         | Commune                   | Remarque  | Protection       | Coordonnées                 | Illustration |
| -------------------------------- | ------------------------- | --------- | ---------------- | --------------------------- | ------------ |
| Alignement du Camp de la Justice | Autun                     |           | Classé MH (1921) | 46° 59′ 27″ N, 4° 19′ 01″ E |              |
| La Grande Pierre                 | Auxy                      | menhir    | détruit en 1852  |                             |              |
| Pierre Fiche                     | Boyer                     | 2 menhirs | Classé MH (1923) | 46° 35′ 32″ N, 4° 54′ 55″ E |              |
| Menhir de Charmeau               | Broye                     |           | Classé MH (1914) | 46° 52′ 06″ N, 4° 18′ 21″ E |              |
| Pierre Levée du champ de la Fa   | La Chapelle-sous-Brancion |           | Classé MH (1911) | 46° 32′ 35″ N, 4° 46′ 54″ E |              |
| Pierre Thorion                   | Cormoranche-sur-Saône     | menhir    |                  |                             |              |
| Menhirs d'Époigny                | Couches                   |           |                  | 46° 52′ 35″ N, 4° 32′ 03″ E |              |
| Menhirs des Treize Vents         | Cressy-sur-Somme / Maltat | 2 menhirs |                  |                             |              |
| Tumuli-dolmens du Mont-de-Senne  | Dezize-lès-Maranges       |           | Classé MH (1912) | 46° 55′ 30″ N, 4° 39′ 53″ E |              |
| Menhir des Ublaies               | Massy                     |           |                  | 46° 29′ 58″ N, 4° 36′ 12″ E |              |
| Pierre de la Grande Corvée       | Monthelon                 | menhir    |                  | 46° 56′ 09″ N, 4° 13′ 47″ E |              |
| Pierre Folle                     | Sailly                    | menhir    |                  |                             |              |
| Menhirs des Vignats              | Saint-Clément-sur-Guye    | 2 menhirs |                  | 46° 36′ 43″ N, 4° 34′ 34″ E |              |
| Dolmen de Saint-Firmin           | Saint-Firmin              |           |                  |                             |              |
| Menhir de la Pièce de l'Etang    | Saint-Firmin              |           |                  |                             |              |
| Menhir des Caillots              | Saint-Firmin              |           |                  | 46° 50′ 17″ N, 4° 27′ 41″ E |              |
| Pierre aux Fées                  | Saint-Micaud              |           | Classé MH (1923) | 46° 41′ 36″ N, 4° 32′ 48″ E |              |
| Menhir du Chafaud                | Saint-Nizier-sur-Arroux   |           |                  | 46° 49′ 14″ N, 4° 09′ 45″ E |              |
| Menhir du Bois de la Brûlée      | Saint-Pierre-de-Varennes  |           |                  |                             |              |